# Trần Lê
Trần Lê (5 tháng 2 năm 1921 – 2 tháng 4 năm 2003) là nhà cách mạng và chính khách Việt Nam, Ủy viên Ban Chấp hành Trung ương Đảng Cộng sản Việt Nam, Bí thư Tỉnh ủy Lâm Đồng, Bí thư Ban cán sự Đảng Nam Trung Bộ, Viện trưởng Viện kiểm sát nhân dân tối cao. Nguyên Đại biểu Quốc hội Việt Nam khóa I và khóa VII.

## Thân thế
Trần Lê có tên khai sinh là Lê Tuệ, bí danh là Năm Hoà, sinh ngày 5 tháng 2 năm 1921 tại làng Đàn Hạ, tổng Chiên Đàn, phủ Tam Kỳ (nay thuộc xã Tam An, Phú Ninh, Quảng Nam) trong một gia đình nông dân có 8 người con, ông được cha mẹ cho ăn học hết bậc tiểu học. Năm 16 tuổi, ông vào làm công cho một viên đại lý rượu. Thời gian này ông đã tự học thêm tiếng Pháp, đọc sách báo, tài liệu để tìm hiểu thêm tình hình đất nước và cuộc sống của người dân.

## Tham gia hoạt động cách mạng
Năm 1938, Trần Lê tham gia tổ chức Đoàn Thanh niên dân chủ, hoạt động trong phong trào Mặt trận Dân chủ Đông Dương. Năm 1941, ông hoạt động trong phong trào Việt Minh tại Quảng Nam. Năm 1943, ông được kết nạp vào Đảng Cộng sản Đông Dương.
Sau khi Cách mạng tháng Tám thành công, ông được cử làm Bí thư Tỉnh ủy Bình Định và năm 1946 được bầu là Đại biểu Quốc hội Việt Nam khóa I. Tháng 3 năm 1949, Khu ủy Liên khu 5 được thành lập, ông được bầu vào Ban Chấp hành Đảng bộ khu 5.
Sau Hiệp định Genève được ký kết năm 1954, cán bộ chiến sĩ và người dân miền Nam tập kết ra Bắc, ông được giao nhiệm vụ ở lại làm Bí thư Ban Cán sự Đảng Cục Nam Trung Bộ, Bí thư Khu ủy Khu VI. Cuối năm 1958, với tư cách là Bí thư Ban Cán sự Đảng cực Nam Trung Bộ, ông tham gia cuộc họp của Liên Khu uỷ tại Quảng Nam để tham gia ý kiến chính thức vào bản "Đề cương cách mạng miền Nam" do Lê Duẩn đề xuất. Sau cuộc họp này, Trần Lê cùng với một số đồng nghiệp khác ra Bắc báo cáo tình hình và xin ý kiến chỉ đạo của Bộ Chính trị Ban Chấp hành Trung ương Đảng khoá II. Sau khi có Nghị quyết 15 Ban Chấp hành Trung ương Đảng về định hướng đấu tranh cho cách mạng miền Nam, Trần Lê trở lại vào Nam, trực tiếp đem Nghị quyết 15 vào cho đồng bào, chiến sỹ miền cực Nam Trung Bộ. Tháng 7 năm 1961, Khu 6 được thành lập trên cơ sở các tỉnh Đắk Lắk, Khánh Hoà, Ninh Thuận, Bình Thuận, Lâm Đồng; Trần Lê được cử làm Bí thư Khu uỷ Khu 6. Trong cuộc Tổng tiến công và nổi dậy mùa Xuân 1975, ông là Bí thư Khu ủy, kiêm Chính ủy Quân khu VI.
Đầu năm 1976, Khu 6 được giải thể, tỉnh Lâm Đồng mới được hình thành, Trần Lê được Trung ương Đảng chỉ định làm Bí thư Tỉnh uỷ Lâm Đồng mới. Tại Đại hội Đảng toàn quốc lần thứ IV vào tháng 12 năm 1976, ông được bầu làm Uỷ viên Ban Chấp hành Trung ương Đảng. Tháng 5 năm 1980, ông được cử làm Phó Viện trưởng Viện kiểm sát nhân dân tối cao. Đến tháng 4 năm 1981, ông là Đại biểu Quốc hội Việt Nam khóa VII và được bầu làm Viện trưởng Viện kiểm sát nhân dân tối cao. Tại Đại hội Đảng toàn quốc lần thứ IV, V (tháng 3 năm 1982), ông được bầu lại làm Uỷ viên Ban chấp hành Trung ương Đảng. Trần Lê đảm nhận trọng trách là Viện trưởng Viện kiểm sát nhân dân tối cao cho đến tháng 3 năm 1987.
Ngày 2 tháng 4 năm 2003, ông qua đời tại Hà Nội, hưởng thọ 82 tuổi.

## Khen thưởng
- Huân chương Hồ Chí Minh  (1989).
- Huân chương Kháng chiến  chống Pháp hạng Nhất.
- Huân chương Kháng chiến  chống Mỹ hạng Nhất.
- Huy hiệu 60 năm tuổi Đảng.

Trong dịp kỷ niệm 110 năm Đà Lạt hình thành và phát triển (tháng 11 năm 2003), Thành ủy, Hội đồng nhân dân, Ủy ban nhân dân thành phố Đà Lạt, tỉnh Lâm Đồng đã ra Nghị quyết đặt tên một đường phố tại phường 4 của Thành phố Đà Lạt là đường Trần Lê.